# Leigh Bowery
Leigh Bowery (født 26. marts 1961, død 31. december 1994) var en australsk performance-kunstner, skuespiller, popstjerne, model og modedesigner med base i London. Selvom Bowery altid beskrev sig selv som homoseksuel, giftede han sig med sin partner gennem lang tid, Nicola Bateman, den 13. maj 1994, syv måneder før han døde af en AIDS-relateret sygdom på Middlesex Hospital nytårsaften 1994.

## Videoer i udvalg
- Hail the New Puritan (1985–6), Charles Atlas
- Generations of Love (1990), Baillie Walsh for Boy George
- Teach (1992), Charles Atlas
- A Smashing Night Out (1994), Matthew Glamorre
- Death in Vegas (1994), Mark Hasler
- Performance at Fort Asperen (1994)
- Flour (version til én skærm) (1995), Angus Cook
- U2: Popmart - Live from Mexico City (1997), Dancer during 'Lemon Mix'
- Read Only Memory (estratto) (1998), John Maybury

## Interview
- Et længere uddrag (72 minutter) af et interview fra 1989 Arkiveret 8. februar 2007 hos  Wayback Machine